# Produced by Masaharu Fukuyama 「Galileo+」
《Produced by Masaharu Fukuyama 「Galileo+」》為福山雅治監製的專輯，衍生自其主演的日本電視劇《神探伽利略》，收錄該劇的片頭曲與主題曲以及由福山親自挑選的各國歌手演繹的各版本主題曲。

## 解說
- 本作集結了KOH+發行過的單曲以及福山雅治親自挑選的华语、韓國歌手翻唱KOH+的歌曲，以及福山雅治為《神探伽利略》製作的歌曲的合輯。
- 华语的翻唱者為A-Lin並化身為「A-Lin+」、韓國翻唱者為組合KARA成員具荷拉（「Hara+」）和朴奎利（「Gyuri+」），分別以中文及韓文演唱了3首KOH+的歌曲。
- 本作的標題來自福山雅治主演的《神探伽利略》。

## 發行版本
- CD+DVD
- CD ONLY

## 曲目
- 中文翻譯來自台灣環球[3]。

### CD
- 全作曲、製作：福山雅治

1. vs.2013 ～知覺與快樂的螺旋～（vs.2013 ～知覚と快楽の螺旋～）/福山雅治
2. 戀愛魔力（恋の魔力）/KOH+
3. 親親/KOH+
4. 最愛/KOH+
5. 覺醒的時刻（覚醒モーメント）/福山雅治
6. /Hara+
翻唱自〈戀愛魔力〉，韓文演唱
7. /Gyuri+
翻唱自〈親親〉，韓文演唱
8. /Gyuri+
翻唱自〈最愛〉，韓文演唱
9. 99/福山雅治
10. 戀愛魔力/A-Lin+
翻唱自〈戀愛魔力〉，中文演唱
11. 親一個吧/A-Lin+
翻唱自〈親親〉，中文演唱
12. 最懂你的人/A-Lin+
翻唱自〈最愛〉，中文演唱
13. vs. ～知覺與快樂的螺旋～（vs. ～知覚と快楽の螺旋～）/福山雅治
14. 親親/福山雅治
15. 最愛/福山雅治

### DVD
1. 戀愛魔力/KOH+ （Music Clip）
2. 戀愛魔力/Hara+ （Music Clip）
3. 戀愛魔力/A-Lin+ （Music Clip）